# Élections européennes de 1996 en Finlande
Les élections européennes se sont déroulées lors d'une élection partielle le dimanche 20 octobre 1996 pour désigner les 16 députés européens au Parlement européen, un an après l'adhésion de la Finlande dans l'Union européenne.

## Mode de scrutin
La Finlande utilise lors des élections européens un système de représentation proportionnelle avec vote préférentiel (nommé "voix locomotives" en finnois) à l'échelle du pays. 
Les partis présentent de listes ouvertes, ce qui signifie que les électeurs peuvent panacher, en votant pour des candidats de différentes listes. 
Lors du dépouillement, les suffrages reçus par chaque candidat sont comptés premièrement pour le parti et deuxièmement pour les candidats. 
La distribution des sièges est effectuée selon la méthode d'Hondt et les candidats sont sélectionnés sur la base de leur rang de popularité (suffrages reçus individuellement) à l'intérieur des listes participant à la distribution des sièges.

## Résultats
| Parti | Parti                              | Vote      | %     | Siège | Groupe  |
| ----- | ---------------------------------- | --------- | ----- | ----- | ------- |
|       | Parti du centre                    | 548 041   | 24,63 | 4     | ELDR    |
|       | Parti social-démocrate de Finlande | 482 577   | 21,45 | 4     | PSE     |
|       | Parti de la coalition nationale    | 453 729   | 20,17 | 4     | PPE-DE  |
|       | Alliance de gauche                 | 236 490   | 10,51 | 2     | GUE/NGL |
|       | Ligue verte                        | 170 670   | 7,59  | 1     | Verts   |
|       | Parti populaire suédois            | 129 425   | 5,75  | 1     | ELDR    |
|       | Parti progressiste finlandais      | 68 134    | 3,03  | 0     |         |
|       | Ligue chrétienne                   | 63 279    | 2,81  | 0     |         |
|       | Alternative à l'UE                 | 47 687    | 2,12  | 0     |         |
|       | Vrais Finlandais                   | 15 004    | 0,67  | 0     |         |
|       | Association Finlande gratuite      | 13 746    | 0,61  | 0     |         |
|       | Parti libéral populaire            | 8 305     | 0,37  | 0     |         |
|       | Parti des retraités                | 6 357     | 0,28  | 0     |         |
|       | Parti de la loi naturelle          | 3 327     | 0,15  | 0     |         |
|       | Pour les retraités                 | 2 640     | 0,12  | 0     |         |
| Total | Total                              | 2 249 411 | 100 % | 16    |         |